# Georges Dransart
Georges Dransart, född 12 maj 1924 i Paris, död 14 juni 2005 i Créteil, var en fransk kanotist.
Dransart blev olympisk silvermedaljör i C-2 10000 meter vid sommarspelen 1956 i Melbourne.